# Levin Gale
Levin Gale (ur. 24 kwietnia 1784 w Elkton, Maryland, zm. 18 grudnia 1834 w Elkton, Maryland) – amerykański prawnik i polityk.
W latach 1827–1829 przez jedną kadencję Kongresu Stanów Zjednoczonych był przedstawicielem szóstego okręgu wyborczego w stanie Maryland w Izbie Reprezentantów Stanów Zjednoczonych.
Jego ojciec, George Gale, także był przedstawicielem stanu Maryland w Izbie Reprezentantów Stanów Zjednoczonych.